# Борткевич, Сергей Эдуардович
Сергей Эдуардович Борткевич (28 февраля 1877, Харьков — 25 октября 1952, Вена) ― украинский пианист и композитор польского происхождения, живший в Австрии.

## Биография
Родился 28 февраля 1877 года в Харькове. Отец — Эдуард Борткевич (1840—?). владелец винокуренного завода, мать — Софья Казимировна Ушинская-Борткевич возглавляла местное отделение Императорского музыкального союза и инициировала создание музыкальной школы и симфонического оркестра в Харькове.
Учился в Харьковском музыкальном училище у А. Ф. Бенша, затем ― в Петербургской консерватории (1896―1899) по классам ван Арка (фортепиано) и Лядова (теория музыки). С 1900 года Борткевич два года совершенствовался в Лейпцигской консерватории у Альфреда Райзенауэра (фортепиано) и Саломона Ядассона (композиция).
В 1904―1914 годах он жил в Берлине, где преподавал в Консерватории Клиндворта-Шарвенки. В это время он был известен как пианист, но гораздо больше ― как композитор, крупнейшим его сочинением этого периода является Первый фортепианный концерт (премьера — 1913, Хуго ван Дален и Блютнер-оркестр). С началом Первой мировой войны Борткевич вернулся в Россию, но в 1919 году эмигрировал, поселился сначала в Константинополе, а в 1922 ― в Вене, где и провёл (с перерывом на пребывание в Берлине в 1928—1933 годах) оставшиеся годы жизни; с 1926 года гражданин Австрии. В поздние годы он продолжал сочинять, несмотря на крайнюю затруднительность своего бытового и финансового положения. Он также перевёл на немецкий язык переписку П. И. Чайковского и Н. Ф. фон Мекк, опубликованную в 1938 году в г. Лейпциге (нем. Die seltsame Liebe Peter Tschaikowsky's und der Nadjeschda von Meck).
Стиль Борткевича-композитора типичен для романтической традиции русской фортепианной школы: он основывается на искусстве Листа и Шопена, находится под влиянием Чайковского и русского фольклора и практически не затронут музыкальными течениями XX века. Сочинения Борткевича отмечены яркостью и выразительностью мышления, оригинальной мелодией, хорошей оркестровкой. Первый фортепианный концерт перекликается с творчеством Сергея Рахманинова, Второй (для левой руки) стал известен благодаря Паулю Витгенштейну, которому посвящено это сочинение, и который с успехом его исполнял.

## Основные сочинения
- Опера «Акробаты», ор. 50 (около 1938)
- Концерт для фортепиано с оркестром № 1, ор. 16 (1912)
- Концерт для фортепиано с оркестром № 2, ор. 28 (1930; для левой руки)
- Концерт для фортепиано с оркестром № 3 «Через тернии к звёздам», ор. 32 (1927)
- Концерт для виолончели с оркестром, ор. 20 (1922)
- Концерт для скрипки с оркестром, ор. 22 (1923)
- Симфония № 1, ор. 52
- Симфония № 2, ор. 55
- Австрийская сюита, ор. 51
- Увертюра, ор. 53
- Югославская сюита, ор. 58
- Соната для скрипки и фортепиано, ор. 26 (1924)
- Две сонаты для фортепиано
- Прочие сочинения для фортепиано
- Романсы на стихи разных поэтов